# Корбин, Патрик
Патрик Алан Корбин (англ. Patrick Alan Corbin, 19 июля 1989, Клей) — американский бейсболист, питчер команды МЛБ «Вашингтон Нэшионалс». Участник Матча всех звёзд МЛБ 2013 и 2018 годов.

## Биография

### Ранние годы
Патрик Корбин родился в городе Клей округа Онондага штата Нью-Йорк. Отец игрока Дэн работал водителем в компании Hofmann's Sausage, мать Пэтти — медсестрой в центре реабилитации для пожилых людей. В детстве Патрик играл в американский футбол и бейсбол, но его любимым видом спорта был баскетбол.
Он учился в старшей школе в Сисеро. Отец предлагал Патрику выступать за школьную баскетбольную команду, но тот предпочитал играть со своими друзьями. Один из них убедил его попробовать свои силы в бейсболе. В 2007 году в 47-и сыгранных иннингах Корбин пропустил всего 33 хита и одержал восемь побед при нуле поражений. Его команда стала лучшей в штате, а сам Корбин был выбран в сборную всех звёзд лиги.
Оценки Патрика не позволили ему поступить в университет и он продолжил учёбу в колледже в Ютике. Там же он продолжил играть в бейсбол и баскетбол. Скауты двух клубов МЛБ предлагали ему контракт с бонусом за подписание в размере 75 000 долларов, но по настоянию тренера он согласился подождать ещё один сезон. После окончания первого курса Патрик переехал в Марианну во Флориде, где продолжил обучение в колледже Чипола. Тогда же он окончательно сосредоточился на бейсболе. После окончания второго курса Корбин планировал поступить в Университет южного Миссисипи и продолжить карьеру в студенческом спорте. В июне 2009 года, по рекомендации скаут Тома Котчмана, Патрика выбрал во втором раунде драфта МЛБ клуб «Лос-Анджелес Энджелс». 19 июня он подписал контракт с «Энджелс» и начал профессиональную карьеру в составе «Орем Оулз».

### Профессиональная карьера
Перед началом сезона 2010 года сайт Baseball America поставил Корбина на двенадцатое место в рейтинге самых перспективных игроков «Лос-Анджелеса», рассматривая его как стартового питчера середины ротации. Он начал сезон в составе «Сидар-Рапидс Кернелс», в девяти матчах в качестве стартового питчера одержав восемь побед. После успешного старта «Энджелс» перевели Патрика в лигу уровнем выше в команду «Ранчо-Кукамонга Квейкс».
Перед закрытием трансферного периода, в июле 2010 года, «Энджелс» обменяли Корбина и ещё трёх игроков в «Аризону» на питчера Дэна Харена. Выступления в системе «Даймондбэкс» он начал в команде «Висейлия Роухайд». Чемпионат 2011 года Патрик провёл в составе «Мобил Бэй Берз» в Южной лиге. По ходу сезона он установил клубный рекорд по количеству «сухих» иннингов подряд (27 1⁄3). «Берз» выиграли чемпионат, а Корбин завершил его лидером лиги по числу сделанных страйкаутов. Весной 2012 года Патрик впервые получил приглашение на весенние сборы основного состава «Аризоны».
Сезон 2012 года он начал в составе «Берз», но уже 30 апреля был переведён в основной состав команды. В дебютной игре против «Майами Марлинс» Корбин одержал свою первую победу в лиге, а также сделал два «жертвенных» банта и один ран. По ходу сезона клуб дважды отправлял Патрика в AAA-лигу в состав «Рино Эйсиз», используя его для замены травмированных игроков.
На весенних сборах в 2013 году Корбин смог закрепиться в основном составе и получил место в стартовой ротации питчеров. В мае он одержал пять побед в пяти играх с показателем пропускаемости ERA 1,53 и был признан лучшим питчером месяца в Национальной лиге. К середине сезона Патрик выиграл одиннадцать игр при одном поражении и получил приглашение на Матч всех звёзд МЛБ.
Перед стартом чемпионата 2014 года главный тренер «Даймондбэкс» Кирк Гибсон планировал включить Корбина в стартовый состав на первую игру сезона. Во время весенних сборов Патрик ощущал боль в руке и МРТ выявило у него повреждение связок локтя. Он перенёс операцию Томми Джона, из-за которой полностью пропустил сезон.
В состав «Аризоны» Корбин вернулся 4 июля 2015 года в игре с «Колорадо Рокиз». В чемпионате он вышел стартовым питчером в шестнадцати играх, одержав шесть побед при пяти поражениях. После завершения сезона он заключил с клубом контракт на 2016 год, сумма договора по решению арбитража составила 2 млн 525 тысяч долларов. В следующем сезоне Патрик 24 раза выходил на игру стартовым питчером, выиграв четыре матча и проиграв двенадцать. В последних девяти играх его ERA составил 7,68 и клуб вывел его из стартовой ротации, продолжив использовать как реливера.
Перед началом сезона 2017 года Патрик подписал с «Аризоной» новый контракт на сумму 3 млн 950 тысяч долларов, а также вернулся в стартовую ротацию питчеров. По итогам регулярного чемпионата «Аризона» вышла в плей-офф. Главный тренер клуба Тори Ловулло планировал задействовать Корбина в стартовом составе на четвёртую игру серии с «Лос-Анджелес Доджерс», но «Даймондбэкс» проиграли три первых матча и выбыли из розыгрыша.
В январе 2018 года Патрик подписал новое однолетнее соглашение с клубом на 7,5 млн долларов. В июле он второй раз в своей карьере был приглашён на Матч всех звёзд, став одним из семи игроков, выбранных руководством Лиги. Всего в регулярном чемпионате Корбин провёл на поле 200 иннингов с пропускаемостью ERA 3,15, сделав 246 страйкаутов и допустив всего 48 уоков. После завершения сезона он получил статус свободного агента. В начале декабря Патрик подписал шестилетний контракт на общую сумму около 140 млн долларов с клубом «Вашингтон Нэшионалс».